# 青春山街道
青春山街道，是中华人民共和国内蒙古自治区鄂尔多斯市康巴什区下辖的一个乡镇级行政单位。

## 行政区划
青春山街道下辖以下地区：
珠江社区、神华康城社区、康盛社区、园丁社区、恩和社区、学苑社区、学府社区和富丽社区。